# بازی تاج‌وتخت (فصل ۲)
فصل دوم مجموعه تلویزیونی حماسی، فانتزی و درام بازی تاج‌وتخت که در آمریکا از شبکه اچ‌بی‌او پخش شد، از تاریخ ۱ آوریل ۲۰۱۲ پخش آن آغاز شد و در ۳ ژوئن ۲۰۱۲ پایان یافت. این فصل شامل ۱۰ قسمت بود که هر کدام در حدود ۵۵ دقیقه بودند. همچون فصل اول، این فصل برگرفته از رمان نبرد پادشاهان، دومین کتاب از سری رمان‌های ترانه یخ و آتش اثر جرج آر. آر. مارتین می‌باشد.

## داستان
بعد از کسب سه پیروزی، راب استارک به لنیسترها در ازای اعلام استقلال شمال، پیشنهاد صلح می‌دهد و تئون گریجوی را برای کسب حمایت گریجوی‌ها به پیش پدرش می‌فرستد و همچنین مادرش، کتلین استارک را به پیش رنلی براتیون. سرسی لنیستر پیشنهاد راب را قبول نمی‌کند. تیریون جانوس اسلینت را به دیوار تبعید می‌کتد و بران را به عنوان فرمانده نگهبانان تعیین می‌کند.
همزمان با ورود کتلین به کمپ رنلی، برین از تارث به نگهبانان رنلی ملحق می‌شود. کتلین و برین شاهد قتل رنلی توسط جادوی سیاه می‌شوند که توسط بانوی سرخ فرستاده شده. کتلین و برین کمپ را ترک کرده و به پیش راب می‌روند و یاران رنلی نیز به استنیس می‌پیوندند. تئون به استارک‌ها خیانت می‌کند و با پدرش متحد می‌شود و وینترفل را فتح می‌کند. راب این خبر را می‌شنود و نیروهایی برای بازپس‌گیری وینترفل می‌فرستند. برن و ریکون استارک موفق می‌شوند از وینترفل فرار کنند.
راب متوجه می‌شود که مادرش بدون این که به او بگوید، جیمی لنیستر را آزاد کرده و به همراه برین فرستاده تا لنیسترها در ازای او، آریا و سانسا را آزاد کنند. همچنین راب عاشق تالیسا می‌شود. یارا گریجوی به وینترفل می‌رود تا تئون را بازگرداند.
تایوین لنیستر هرنهال را ترک می‌کند و این امر موجب می‌شود تا آریا به همراه گندری و هات‌پای بتوانند فرار کنند. در پایتخت، سرسی سعی می‌کند با دزدیدن رز از تیریون اخاذی کند. او به اشتباه فکر می‌کند رز معشوقهٔ تیریون است. در نبرد بلک‌واتر، تیریون بیشتر نیروهای استنیس را به وسیله وایلدفایر منهدم می‌کند. نیروهای استنیس به قلعه می‌رسند. تیریون نیروهای خود را از راهی مخفی از قلعه خارج می‌کند به صورتی که از پشت سر به نیروهای استنیس حمله‌ور می‌شوند. با رسیدن تایوین لنیستر، استنیس به صورت کامل شکست می‌خورد.

## تولید
اچ‌بی‌او در ۱۹ آوریل ۲۰۱۱، دو روز پس از پخش قسمت اول مجموعه، این سریال را برای فصل دوم تمدید کرد. بودجهٔ فصل دوم سریال افزایش ۱۵ درصدی داشت تا صحنه‌های نبرد از جمله نبرد بلک‌واتر بهتر به تصویر کشیده شوند.
فیلمبرداری این فصل ۱۰۶ روز به طول انجامید و در طول آن، دو گروه مختلف به صورت همزمان مشغول ضبط بودند.

### دست‌اندرکاران
دیوید بنیاف و دی. بی. وایس نویسندگان و تهیه‌کنندگان اصلی این فصل بودند. آن‌ها به همراه دیگر شش قسمت از این فصل را نوشتند. دو قسمت توسط برایان کاگمن و جرج آر. آر. مارتین نوشته شد و ونسا تیلور نیز دو قسمت از این فصل را نوشت.

### مکان‌های فیلمبرداری
در فصل دوم، از شهر دوبروونیک در کرواسی به جای مالت به عنوان محل فیلمبرداری صحنه‌های پایتخت استفاده شد. صحنه‌های شمال دیوار در ایسلند فیلم‌برداری شد. همچنین از لوکیشن‌های جدیدی در ایرلند شمالی نیز استفاده گردید.

### تبلیغات
اچ‌بی‌او از ۱۱ دسامبر ۲۰۱۱، شروع به پخش تیزرهای مختلفی از این فصل کرد. تریلر دوم این فصل که در ۲۹ ژانویه ۲۰۱۲ پخش شد، در روز اول ۳٫۵ میلیون بازدید داشت که برای اچ‌بی‌او رکورد جدیدی محسوب می‌شد. تریلرهای بعدی به ترتیب در روزهای ۲۴ فوریه و ۳ مارس پخش شد.

## قسمت‌ها
| شم. کلی | شم. در فصل | عنوان                     | کارگردان      | نویسنده                    | تاریخ انتشار اصلی | ایالات متحدهٔ آمریکا تعداد بیننده (میلیون) |
| ------- | ---------- | ------------------------- | ------------- | -------------------------- | ----------------- | ----------------------------------------- |
| ۱۱      | ۱          | «شمال به خاطر می‌سپارد»    | آلن تیلور     | دیوید بنیاف و دی. بی. وایس | ۱ آوریل ۲۰۱۲      | ۳٫۸۶                                      |
| ۱۲      | ۲          | «سرزمین‌های شب»            | آلن تیلور     | دیوید بنیاف و دی.بی. وایس  | ۸ آوریل ۲۰۱۲      | ۳٫۷۶                                      |
| ۱۳      | ۳          | «آن‌که مرده، هرگز نمی‌میرد» | آلیک ساخارف   | بریان کاگمن                | ۱۵ آوریل ۲۰۱۲     | ۳٫۷۷                                      |
| ۱۴      | ۴          | «باغ استخوان‌ها»           | دیوید پترارکا | ونسا تیلور                 | ۲۲ آوریل ۲۰۱۲     | ۳٫۶۵                                      |
| ۱۵      | ۵          | «شبح هرنهال»              | دیوید پترارکا | دیوید بنیاف و دی.بی. وایس  | ۲۹ آوریل ۲۰۱۲     | ۳٫۹۰                                      |
| ۱۶      | ۶          | «ایزدان کهن و نو»         | دیوید ناتر    | ونسا تیلور                 | ۶ مه ۲۰۱۲         | ۳٫۸۸                                      |
| ۱۷      | ۷          | «مردی عاری از شرافت»      | دیوید نوتر    | دیوید بنیاف و دی.بی. وایس  | ۱۳ مه ۲۰۱۲        | ۳٫۶۹                                      |
| ۱۸      | ۸          | «شاهزاده وینترفل»         | آلن تیلور     | دیوید بنیاف و دی.بی. وایس  | ۲۰ مه ۲۰۱۲        | ۳٫۸۶                                      |
| ۱۹      | ۹          | «بلک‌واتر»                 | نیل مارشال    | جرج آر. آر. مارتین         | ۲۷ مه ۲۰۱۲        | ۳٫۳۸                                      |
| ۲۰      | ۱۰         | «والار مورگولیس»          | آلن تیلور     | دیوید بنیاف و دی.بی. وایس  | ۳ ژوئن ۲۰۱۲       | ۴٫۲۰                                      |